# حركة يومية

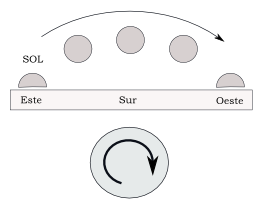

الحركة اليومية (بالإنجليزية: Diurnal motion)‏ هي مصطلح في علم الفلك، ويشير إلى حركة النجوم اليومية حول الأرض (حول القطبين). بسبب دوران الأرض حول مركزها، لذلك يظهر أن كل نجم يتحرك في مسار يسمى الدائرة اليومية، أو كما يسمى في عصر الحضارة الإسلامية المدار اليومي. الزمن لإتمام دورة كاملة هو 23 ساعة و 56 دقيقة و 4.09 ثانية و هو ما يسمى بيوم فلكي واحد. وأول عالم قام بعمل تجربة ليون فوكو. الاتجاه النسبي للحركة اليومية في نصف الكرة الشمالي هي كما يلي:
مواجهة الشمال، أسفل بولاريس «نجم القطب الشمالي» : باتجاه اليمين أو باتجاه الشرق
مواجهة الشمال، فوق بولاريس: يسارًا أو غربًا
مواجهة الجنوب: باتجاه اليمين أو باتجاه الغرب
وهكذا، تتحرك النجوم القطبية الشمالية بعكس اتجاه عقارب الساعة حول نجم القطب الشمالي.
في القطب الشمالي، لا تنطبق النظريات الأساسية على هذه الحركة داخل الدائرة القطبية، ببساطة تتحرك جميع النجوم نحو اليمين، بعكس اتجاه عقارب الساعة حول نجم القطب الشمالي.
ويظهر من خط الاستواء أن الحركة عكس اتجاه عقارب الساعة (أي نحو اليسار) حول بولاريس وفي اتجاه عقارب الساعة (أي نحو اليمين) حول سيغما أوكتانتس. كل الحركة هي باتجاه الغرب، باستثناء النقطتين.
السرعة الظاهرة إن المسار القوسي اليومي لجسم ما، له طول يتناسب مع جيب تمام الانحدار. وبالتالي: فإن سرعة الحركة اليومية للنجم تساوي زمن الجيب تمامًا 15 درجة في الساعة، أو 15 قوسًا في الدقيقة، أو 15 ثانية في الثانية.
لكل مدة معينة, يوجد امكانية قياس مسافة زاويّة معيّنة ينتقلها جسم ما على طول خط الاستواء أو بالقرب منه :
تصنيف الاجسام حسب الاقطار :
حتى قطر واحد من الشمس أو القمر (حوالي °0.5 أو '30)( كل دقيقتين)، حتى قطر واحد من كوكب الزهرة (حوالي 1 أو 60) (كل 4 ثوانٍ تقريبًا) 2000 قطر أكبر النجوم في (كل الثانية).
تبدو الحركة الظاهرة للنجوم بالقرب من خط الاستواء اسرع من القطب. وبالعكس، فإن تتبع الحركة اليومية مع الكاميرا يمكن أن يتم بشكل أفضل باستخدام حامل استوائي، مما يتطلب تعديل الارتداد الأيمن فقط؛ وفي التلسكوب الحديث يقوم بذلك تلقائيًا.